# Ottana
Ottana es una localidad italiana situada en la provincia de Nuoro, en Cerdeña. Tiene una población estimada, a fines de enero de 2022, de 2191 habitantes.

## Evolución demográfica
| Gráfica de evolución demográfica de Ottana entre 1861 y 2022 |
|                                                              |
| Fuente: ISTAT - Elaboración gráfica de Wikipedia             |